# كام أفيري
كام أفيري (بالإنجليزية: Cam Avery)‏ هو موسيقي وكاتب أغاني أسترالي، ولد في 23 أبريل 1988 في فريمانتل في أستراليا.

## وصلات خارجية
- كام أفيري على موقع ميوزك برينز (الإنجليزية)